# Alexandr Sojka
Alexandr Sojka (2 aprile 2003) è un calciatore ceco, centrocampista del Viktoria Plzeň.

## Carriera

### Club
Sojka è cresciuto nel settore giovanile del Viktoria Plzeň, e nel gennaio del 2023 è stato ceduto in prestito al Táborsko dove ha iniziato la sua carriera professionistica.
Rientrato al Viktoria Plzen all'inizio della stagione 2024-2025, ha debuttato il 20 luglio nell'incontro di 1. liga vinto 3-1 contro il Dukla Praga. Il 13 settembre seguente ha firmato il rinnovo del contratto.

### Nazionale
Ha giocato nella nazionale ceca Under-21.

## Statistiche

### Presenze e reti nei club
Statistiche aggiornate al 12 dicembre 2024.
| Stagione        | Squadra         | Campionato      | Campionato | Campionato | Coppe nazionali | Coppe nazionali | Coppe nazionali | Coppe continentali | Coppe continentali | Coppe continentali | Altre coppe | Altre coppe | Altre coppe | Totale | Totale | Totale |
| Stagione        | Squadra         | Comp            | Pres       | Reti       | Comp            | Pres            | Reti            | Comp               | Pres               | Reti               | Comp        | Pres        | Reti        | Pres   | Reti   |        |
| --------------- | --------------- | --------------- | ---------- | ---------- | --------------- | --------------- | --------------- | ------------------ | ------------------ | ------------------ | ----------- | ----------- | ----------- | ------ | ------ | ------ |
| gen.-giu. 2023  | Táborsko        | FNL             | 12         | 1          | CRC             | 0               | 0               | -                  | -                  | -                  | -           | -           | -           | 12     | 1      |        |
| 2023-2024       | Táborsko        | FNL             | 27+2       | 2+0        | CRC             | 1               | 0               | -                  | -                  | -                  | -           | -           | -           | 30     | 2      |        |
| Totale Táborsko | Totale Táborsko | Totale Táborsko | 41         | 3          |                 | 1               | 0               |                    | -                  | -                  |             | -           | -           | 42     | 3      |        |
| 2024-2025       | Viktoria Plzeň  | 1L              | 10         | 0          | CRC             | 1               | 0               | UEL                | 7                  | 0                  | -           | -           | -           | 18     | 0      |        |
| Totale carriera | Totale carriera | Totale carriera | 51         | 3          |                 | 2               | 0               |                    | 7                  | 0                  |             | -           | -           | 60     | 3      |        |